# ۱۷۷۸ (میلادی)
۱۷۷۸ (میلادی) هزار و هفتصد و هفتاد و هشتمین سال تقویم میلادی است.

## زادگان
- ۱۴ فوریه – فرناندو سور، گیتاریست و آهنگساز اسپانیایی (د. ۱۸۳۹)
- ۱۳ اکتبر – ویلیام مارکس، سیاست‌مدار آمریکایی (د. ۱۸۵۸)
- ۶ دسامبر – ژوزف لویی گیلوساک، فیزیک‌دان، شیمی‌دان، سیاست‌مدار، و مهندس فرانسوی (د. ۱۸۵۰)
- ۱۸ دسامبر – جوزف گریمالدی، بازیگر بریتانیایی (د. ۱۸۳۷)

## درگذشتگان
- ۱۰ ژانویه – کارل لینه، پایه‌گذار نظام امروزی طبقه‌بندی گیاهان و جانوران (ز. ۱۷۰۷)
- ۲۰ فوریه – لائورا باسی، فیزیک‌دان ایتالیایی (ز. ۱۷۱۱)
- ۵ مارس – توماس آرنی، آهنگساز بریتانیایی (ز. ۱۷۱۰)
- ۳۰ مه – ولتر، فیلسوف و نویسنده فرانسوی عصر روشنگری (ز. ۱۶۹۴)